# Anthropophilie (parasitologie)
Ne pas confondre avec une doctrine morale : la philanthropie.
Pour les articles homonymes, voir Anthropophilie (homonymie).
En parasitologie, l'anthropophilie, du grec ἅνθρωπος (anthrōpos, « être humain ») et φιλία (philia, « amour »), est la préférence d'un parasite à parasiter un humain plutôt qu'un autre animal,. Le terme lié, endophilie, désigne la préférence d'un parasite à se trouver à l'intérieur des maisons, de jour ou de nuit (exemple moustique endophile). Le terme exophilie désigne la tendance d'un parasite à se situer à l'extérieur des habitations, de jour et de nuit.  Un moustique très anthropophile peut être exophile et ne piquer qu'à l'extérieur des habitations (par exemple le moustique du genre Mansonia de la filariose de Malaisie). 
Dans ce contexte, le terme zoophilie  n'a pas de sens sexuel, il désigne les parasites préférant les animaux et non les humains comme hôte. Un parasite très anthropophile peut parfois être aussi zoophile, ce qui le rend plus difficile à contrôler.
La plupart des usages du terme « anthropophilie » se réfèrent aux insectes hématophages préférant le sang humain au sang des autres animaux. Dans l'étude de la malaria et de ses vecteurs, et des efforts pour l'éradication de la maladie, les chercheurs font la différence entre les moustiques anthropophiles et les autres variétés.
Les organismes qui montrent des signes d'anthropophilie sont qualifiés d'anthropiques, l'adjectif hémisynanthrope se réfère lui aux organismes vivant à proximité des lieux de vie des humains, et eusynanthrope à ceux qui vivent à l'intérieur même de l'habitat humain.